# Lagarde, Ariège
Lagarde là một xã ở tỉnh Ariège, thuộc vùng Occitanie ở phía tây nam nước Pháp. Dân số năm 1999 là 194 người .